# Paul Feldheim (Verleger)

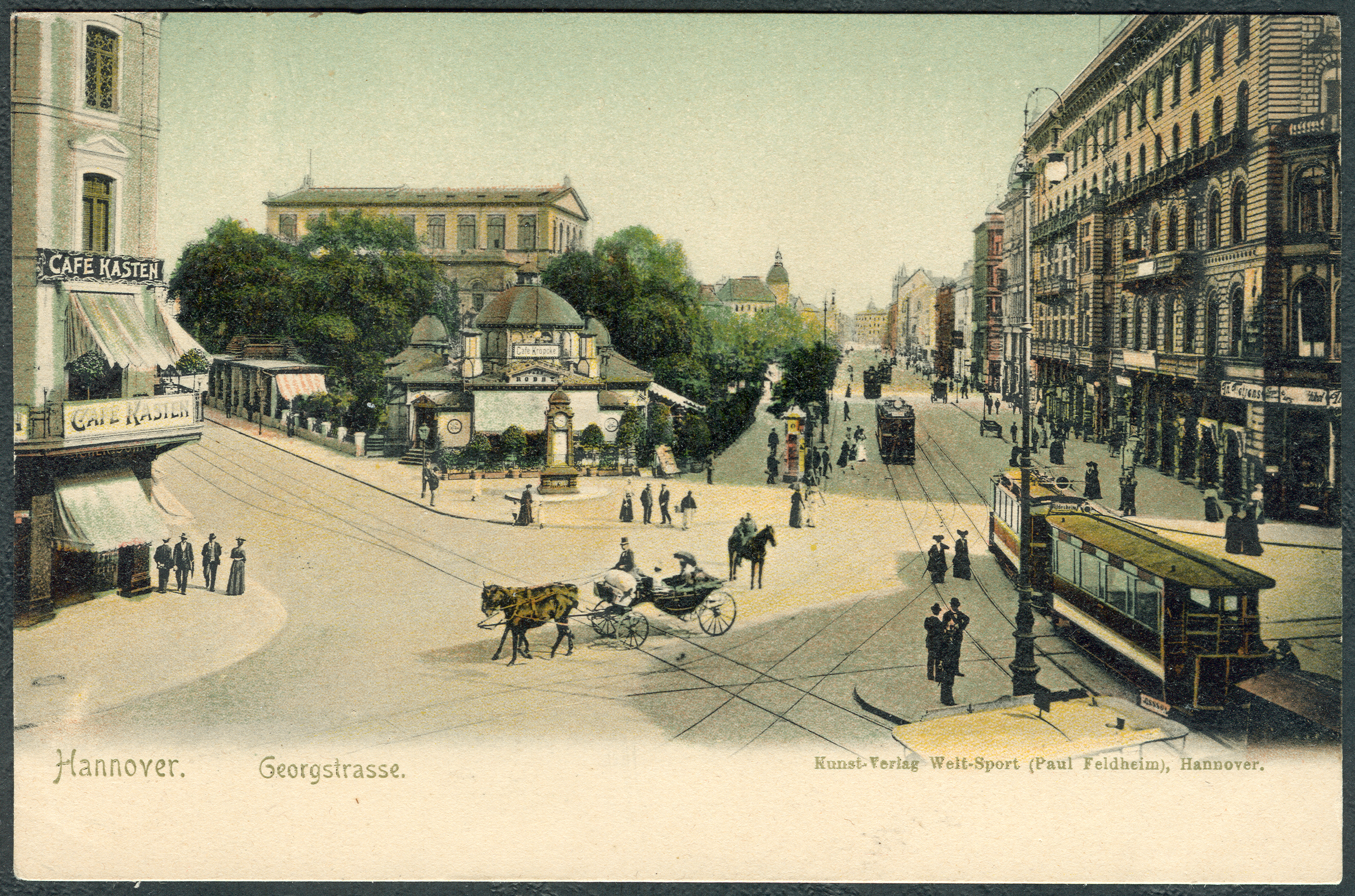
„Kunst-Verlag Welt-Sport (Paul Feldheim), Hannover“: Kolorierte Ansichtskarte der Georgstraße mit der hannoverschen Straßenbahn nach Hildesheim; um 1900

Paul Feldheim (* im 19. Jahrhundert; † im 20. Jahrhundert) war ein deutscher Herausgeber und Verleger u. a. von Ansichtskarten und Inhaber des Kunstverlags Welt-Sport.

## Leben und Werk
Paul Feldheim betrieb Anfang des 20. Jahrhunderts seinen gleichnamigen Kunstverlag in der – damaligen – Georgstraße 19 in Hannover. Laut den Deutschen Blättern für Zeichen-, Kunst- und Werkunterricht von 1904 vertrieb er von dort aus die im Lichtdruck vervielfältigten sogenannten „Heide-Postkarten“. Die Reproduktionen zeigten Motive des Landschaftsmalers Rudolf Hermanns und galten seinerzeit als „vorzügliches Studienmaterial für Lehrer und Schüler“ etwa für eigene Studien bei Wanderungen in der Heide mit dem Skizzenbuch.
Ebenfalls um 1904 gab Feldheim eine Sammlung von Postkarten mit Ansichten von Hünengräbern der preußischen Provinz Hannover heraus, die der Taubstummenlehrer Otto Ebert in Dresden als Anschauungsmaterial in den Sitzungsberichten und Abhandlungen der Naturwissenschaftlichen Gesellschaft Isis verwandte.
Etwa zur selben Zeit produzierte Paul Feldheim mit seinem auch „Kunst-Verlag Welt-Sport“ genannten Unternehmen kolorierte Ansichtskarten mit Motiven aus der Stadt Hannover.
Zur Militärgeschichte des Königreichs Hannover produzierte Feldheim eine Serie aus 24 fortlaufend nummerierten vielfarbigen Ansichtskarten mit belebten Motiven und Uniformen der hannoverschen Armee.

## Serie 497 „Für den Schreibtisch“

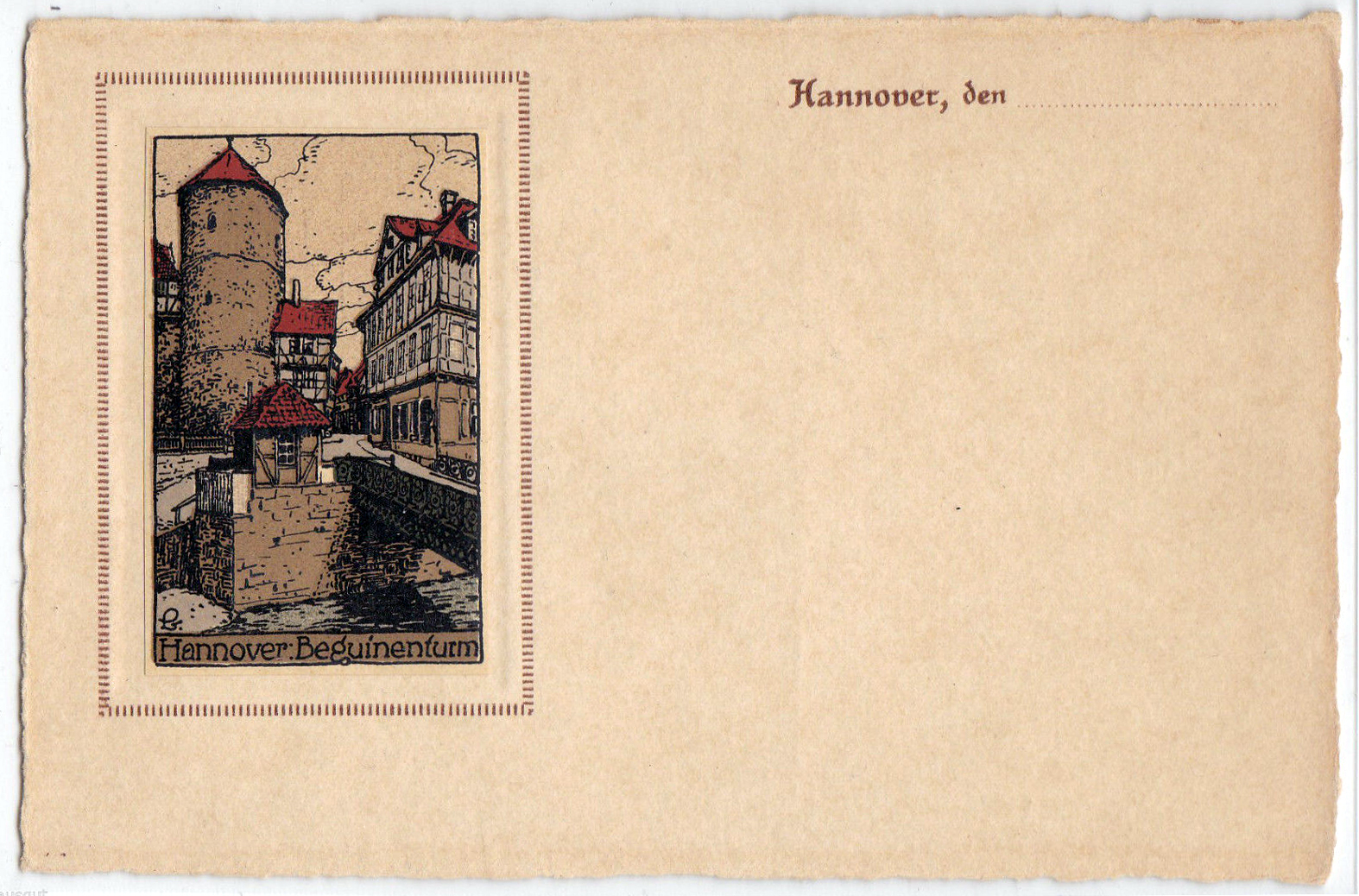
Dess. 497 „Für den Schreibtisch“, Künstler-Steinzeichnungen, Hannover: Beginenturm
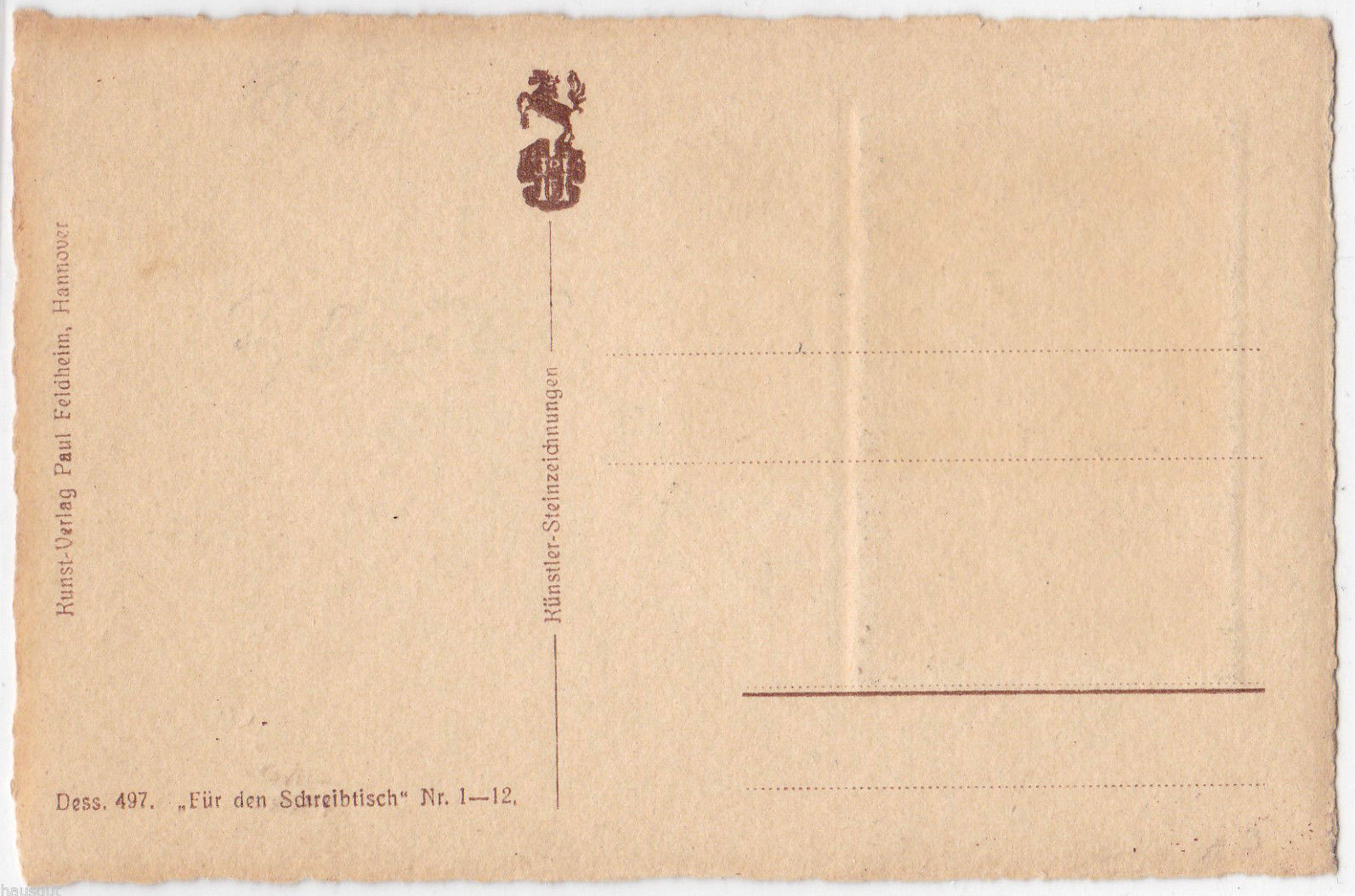
Adressseite (Revers) mit dem Logo Sachsenross (für Niedersachsen) auf dreiblättrigem Kleeblatt (für die Stadt Hannover) und dem Monogramm P F H
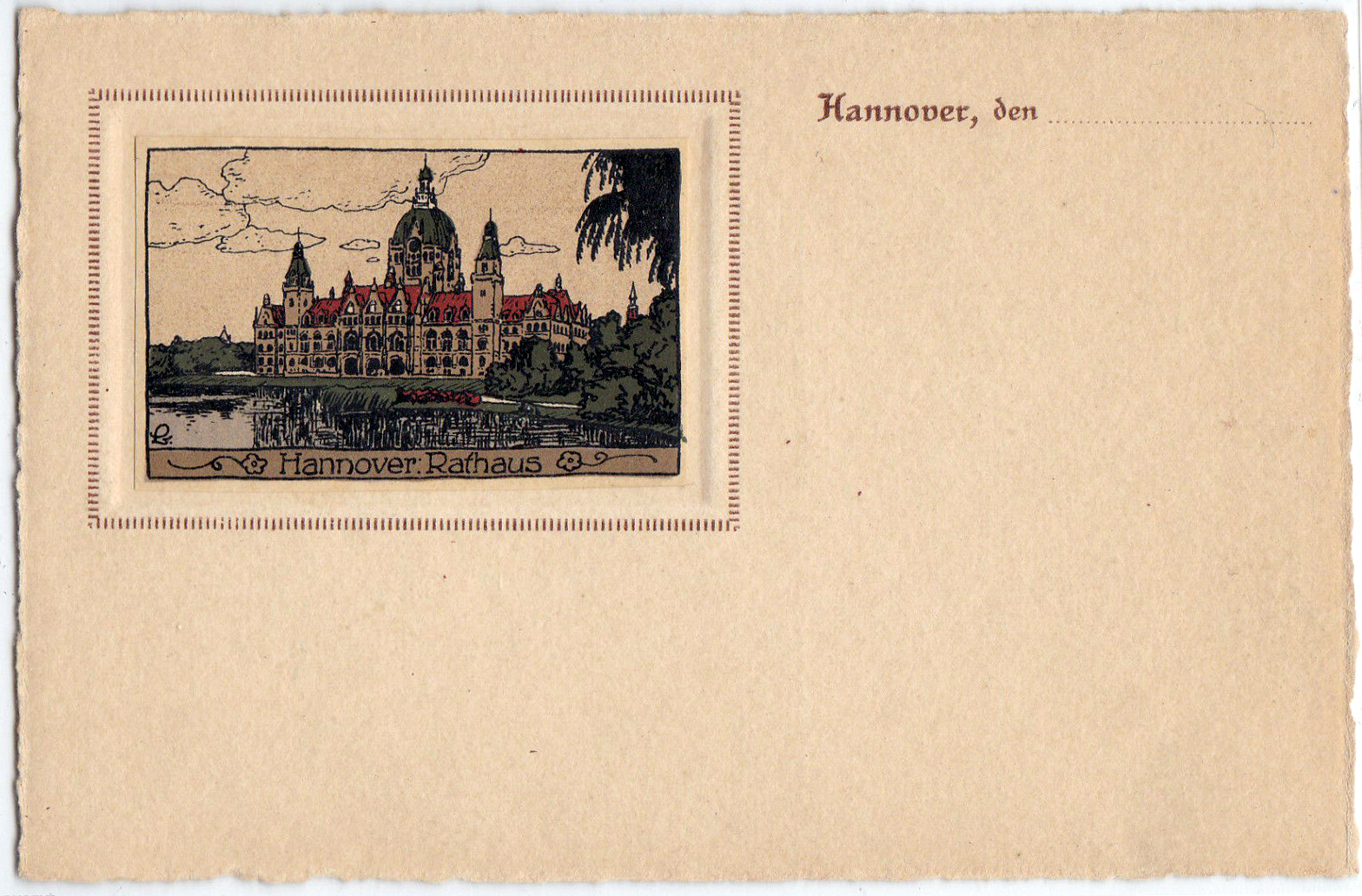
Selbe Serie 497, gleiche Künstlersignatur, hier das Motiv vom Neuen Rathaus

## Schriften
- Das vormals Königlich Hannoversche Militair / Herausgegeben und verlegt bei Paul Feldheim.  Feldheim, Hannover 1913.